# 金潤心
金 潤心（キム・ユンシム、朝鮮語: 김윤심、生年不明 - 2021年）は、朝鮮民主主義人民共和国の軍人、政治家。朝鮮人民軍海軍司令官、西海艦隊司令官、最高人民会議代議員などを歴任。朝鮮人民軍における軍事称号（階級）は大将。

## 経歴
出生地や生年月日など詳しいことはわかっていない。金日成主席の死後、金正日総書記に忠誠を誓い起用された人物とされる。1991年に西海艦隊司令官に任命され、1997年4月に上将に昇進した。同年7月には朝鮮人民軍海軍司令官に任命された。在任中に行われた北朝鮮艦艇の北方限界線侵犯に関連があるとされる。1998年に最高人民会議第10期代議員に選出された。2002年には特に功労がなかったが大将にスピード昇進した。2007年に海軍司令官を解任された。後任は鄭明道。2015年に死去した李乙雪の国家葬儀委員会委員を務めた。
2021年6月4日に愛国烈士陵に埋葬されたと報じられた。死亡日時は不明である。

## 参考サイト
북한정보포털
| 先代金鎰喆 | 朝鮮人民軍海軍司令官1997年 -2007年 | 次代鄭明道 |